# 伊登鎮區 (印第安納州拉格蘭奇縣)
伊登鎮區（英語：Eden Township）是位於美國印第安納州拉格蘭奇縣的一個行政鎮區。

## 地方資料
根據2010年美國人口普查的數據，伊登鎮區的面積為93.10平方千米，當中陸地面積為92.90平方千米，而水域面積為0.20平方千米。當地共有人口4231人，而人口密度為每平方千米45.45人。